# Крив'яцьке
Крив'я́цьке (рос. Кривяцкое) — присілок у складі Нікольського району Вологодської області, Росія. Входить до складу Нікольського сільського поселення.

## Населення
Населення — 85 осіб (2010; 141 у 2002).
Національний склад (станом на 2002 рік):
- росіяни — 99 %